# 荃民議政
荃民議政（英語：DeliberationTW），是一個香港民主派的社區組織，由公關公司行政總裁、2018年九龍巴士薪酬調整工潮中的月薪車長大聯盟主席葉蔚琳的小叔兼「幕後軍師」劉卓裕於2019年7月創立。荃民議政於2019年香港區議會選舉派出3人參選荃灣區議會的議席，其中2人當選。

## 歷史
適逢反對逃犯條例修訂草案運動爆發，公關公司行政總裁、2018年九龍巴士薪酬調整工潮中的月薪車長大聯盟主席葉蔚琳的小叔兼「幕後軍師」劉卓裕成為「自由系」的成員，並於2019年7月創立荃民議政，兼為其愉景區社區主任。荃民議政派出3人參與2019年香港區議會選舉，全部提名均於當年10月9日遞交，其中劉卓裕本人參選愉景選區，報名參選時報稱為公共政策顧問，而另外兩個成員劉肇軒和譚蓓欣則分別參選德華選區和荃灣郊區選區，報名參選時均報稱為社區主任。荃民議政派出的候選人中，除譚蓓欣外，皆當選，使荃民議政獲得兩個區議會席位。區議會選舉後，包括劉卓裕和劉肇軒等荃灣區議會的當選區議員就香港理工大學衝突聯署要求香港警察撤離香港理工大學，並容許各方進入香港理工大學範圍進行人道救援。劉卓裕後來在2020年1月1日離開荃民議政。

## 區議員
荃民議政共有1個區議會議席，議員包括：
| 區議會 | 選區號碼 | 選區 | 議員   | 2020-2023 | 備註                       |
| ------ | -------- | ---- | ------ | --------- | -------------------------- |
| 荃灣區 | K01      | 德華 | 劉肇軒 | →         | [ 3 ] [ 7 ] [ 5 ]          |
| 荃灣區 | K08      | 愉景 | 劉卓裕 | →         | [ 3 ] [ 4 ] [ 7 ] [ 註 1 ] |

## 區議會選舉
以下為荃民議政在歷屆區議會選舉的選舉結果，資料以選舉進行當日作準。
| 選舉 | 民選得票 | 民選議席 | 委任議席 | 當然議席 | 議席    | +/- | 參考資料                      |
| 2019 | 9,516 ▲  | 2        | 不適用   | 0        | 2 / 458 | 2 ▲ | [ 3 ] [ 7 ] [ 5 ] [ 4 ] [ 6 ] |

## 外部連結
- 荃民議政的Facebook專頁